# Jacksonia scoparia
Espèce
Classification phylogénétique
Jacksonia scoparia est une espèce de plantes à fleurs de la famille des Fabaceae. C'est un arbuste ou un petit arbre que l'on trouve dans le sud-est du Queensland et l'est de la Nouvelle-Galles du Sud en Australie. On le rencontre souvent sur les hautes crêtes exposées du Parc national des Oxley Wild Rivers dans les Northern Tablelands. Les fleurs jaunes apparaissent en grappes en octobre et novembre sur les branches supérieures.
Au cours des périodes de sécheresse, il a fourni un fourrage utile apprécié par le bétail. La multiplication se fait relativement facilement à partir de graines après prétraitement à l'eau bouillante (comme pour d'autres membres de la famille des Fabaceae). Les boutures reprennent raisonnablement facilement.